# 安托尼夫卡 (埃米利奇涅區)
50°38′39″N 28°13′2″E / 50.64417°N 28.21722°E
安托尼夫卡（羅馬化：Antonivka）是烏克蘭北部的村莊，隸屬日托米爾州的茲維亞赫爾區。該村面積0.69平方公里，海拔高度235米，2001年人口106，人口密度每平方公里154.74人。